# 艾瑞克·波森
艾瑞克·波森（Eric Poisson，1965年7月26日—），加拿大物理學家，專研黑洞理論，目前在圭爾夫大學擔任教授一職。
波森曾在2005年獲得加拿大物理學家協會授予代表最高榮耀的赫茲伯格獎章 。

## 教育
波森出生在加拿大魁北克省蒙特利爾，在裡穆司基和魁北克市成長。他自拉瓦爾大學獲得其理學士學位，1991年於艾德蒙頓的亞伯達大學的哲學博士學位。他的博士學位指導教授是沃那·以色列。

## 研究
波森的博士論文為研究大規模膨脹（mass inflation，其中inflation非宇宙膨脹）。波森和沃那·以色列是這領域的研究先鋒。身為研究大規模膨脹概念的物理學家，波森等人認為可以在一些黑洞裡發現進入其他宇宙的蟲洞，而大規模膨脹會關閉這些存在於現實黑洞裡的蟲洞。
在完成其博士論文之後，波森在加州理工學院於基普·索恩的研究團隊中擔任3年的博士後研究生，在這段時間他開始對重力波可能產生黑洞產生了興趣。這些迹象對於引力波探测器的進展而言極為重要，例如激光干涉引力波天文台(LIGO)。克利福德·威爾花了一年的時間在聖路易斯的華盛頓大學繼續這項研究。
現今，波森專注在引力自身力（gravitational self-force）領域。引力自身力，是指強迫本體從自身的能量和質量穿越重力場，而期望它能在研究瞭解恆星質量黑洞運行軌道和在螺旋狀超大质量黑洞——例如位于星系中心的那些——的運動中發揮關鍵作用。基於空間的重力场探测器，例如激光干涉空間天線(LISA)建成后，人们将会对這些天文系統很感兴趣，因為他們將可以首次精密測量黑洞的引力場。